# Rezerwat przyrody Šrámková
Rezerwat przyrody Šrámková – obszar ochrony ścisłej w Krywańskiej części Małej Fatry w Karpatach Zachodnich na Słowacji, w granicach Parku Narodowego Mała Fatra.
Znajduje się na południowych stokach Stoha i wschodnich, opadających do doliny Bystrička stokach Žobráka. Utworzony został w 1967 r., ma powierzchnię 243,65 ha i rozciąga się na wysokości 775–1480 m n.p.m. Chroniony jest w nim pierwotny las mieszany z takimi drzewami, jak: buk, świerk i jawor. Las ten uważany jest za najcenniejsze zbiorowisko leśne w całej Małej Fatrze. Podłoże budują granity, wapienie i kwarcyty. Z większych zwierząt bytują tutaj: niedźwiedź, jeleń, cietrzew i głuszec.
Zachodnim obrzeżem rezerwatu prowadzi znakowany szlak turystyczny.

## Szlak turystyczny
Kraľovany – Žobrák – Stoh (3.30 h)